# Laude (Jacopone da Todi)
Le Laude di Jacopone da Todi sono componimenti di tema religioso che si rifanno al genere della lauda, molto diffuso in Umbria tra il XII secolo e il XV secolo.
Al modulo popolareggiante della lauda, Jacopone aggiunge i toni individuali di un'anima inquieta e tormentata. Le sue 92 laude, nella forma di ballate in settenari e ottonari, sono una rappresentazione impietosa della realtà umana e terrena, attaccata violentemente per la sua caducità e vanità.
Talvolta, Jacopone si limita alla denuncia commossa e ardente; altre volte, come nel Pianto della Madonna (uno dei capolavori che fanno di lui la più grande personalità della nostra storia letteraria prima di Dante), traduce l'ansiosa passione umana in figure potentemente drammatiche, poste di fronte al mistero della saggezza divina.

### Edizioni

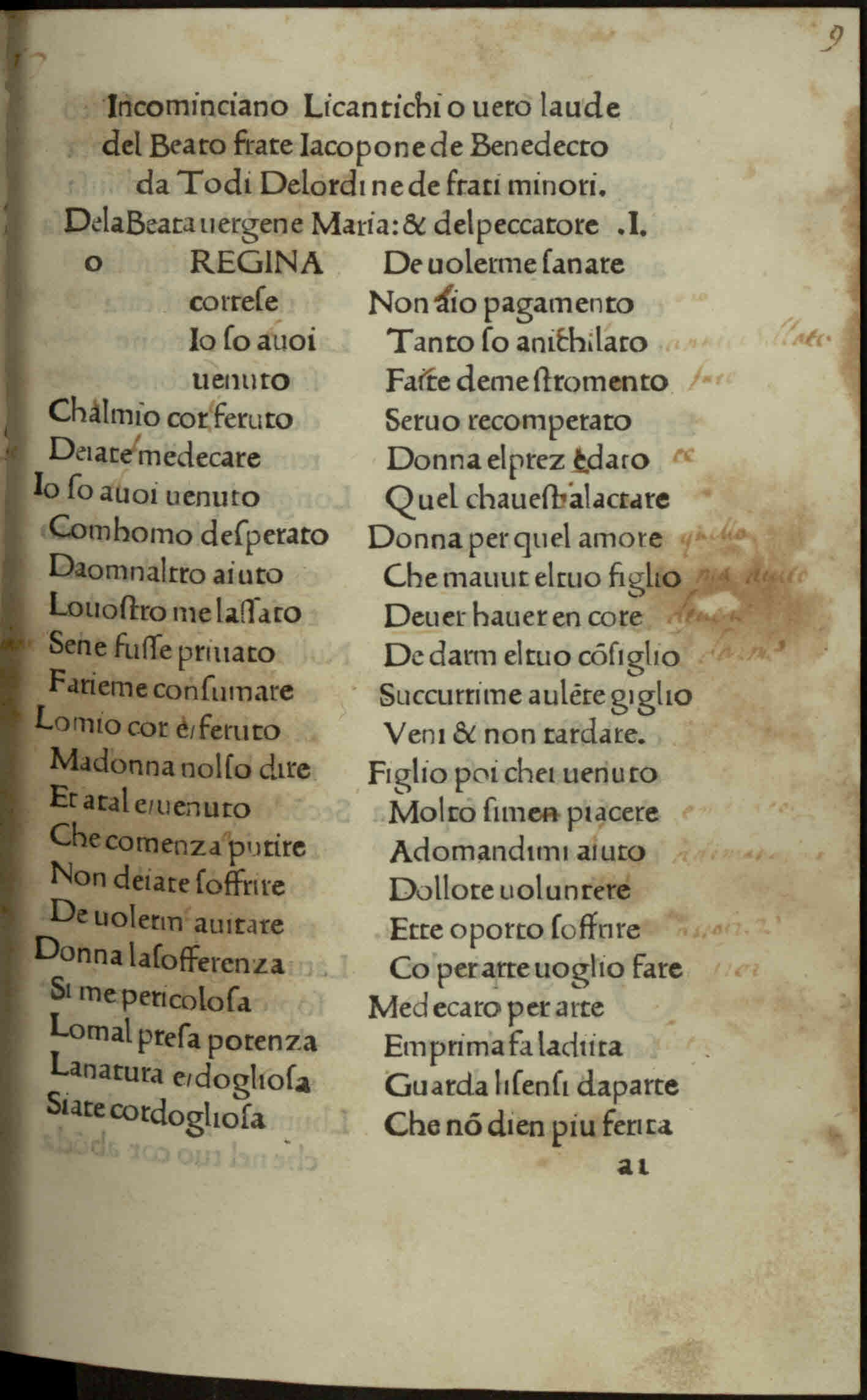
Edizione 1490

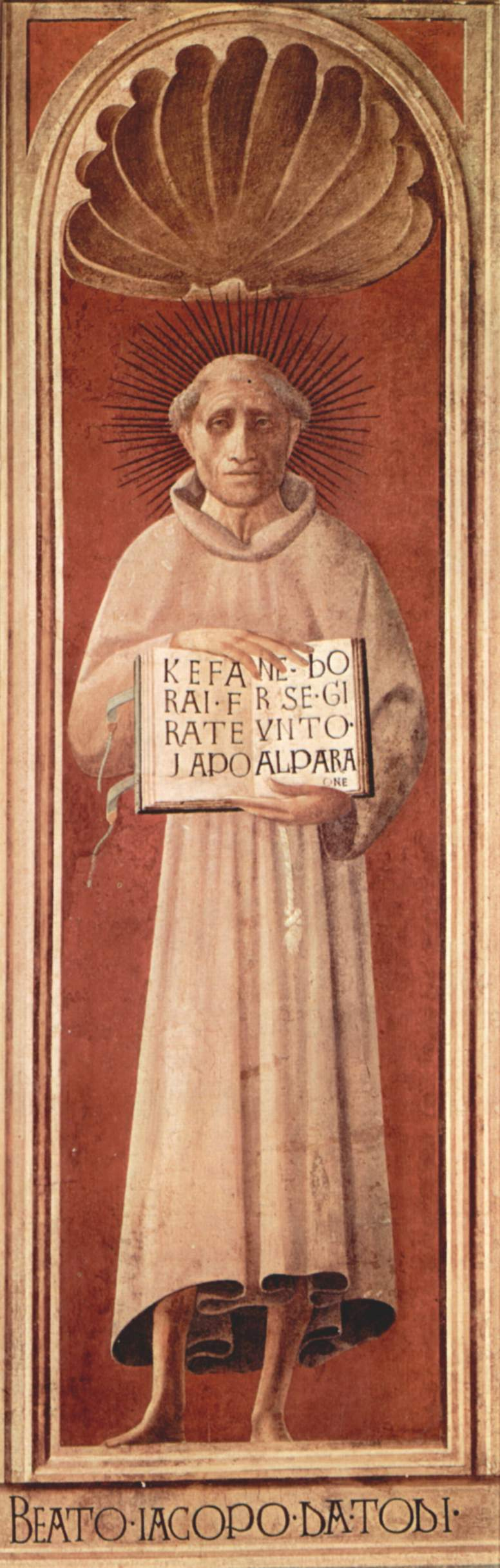
Jacopone in un affresco di Paolo Uccello